# Kastor (bäverhår)
Kastor kallas hår från bäver, använt för framställning av filt. Även detta filtmaterial kallas för kastor och används vid tillverkning av bland annat hattar. I oäkta kastor ersätts bäverhår med hår från utter, bisamråtta, hare eller andra pälsdjur.